# موراد جانیبکیان
موراد واهرامی جانیبکیان (ارمنی: Մուրադ Վահրամի Ջանիբեկյան؛ زادهٔ ۳ دسامبر ۱۹۵۶) بازیگر اهل ارمنستان است. وی از سال ۱۹۸۱ میلادی تاکنون مشغول فعالیت بوده‌است.

## زندگی‌نامه
وی در ۳ دسامبر ۱۹۵۶ در ایروان به دنیا آمد و از انستیتو دولتی هنری و نمایشی ایروان (۱۹۷۹) فارغ‌التحصیل گشت. وی برنده جوایزی همچون جوایز آرتاوازد (۲۰۰۰)، مدال موسس خورناتسی (۲۰۱۳)، مدال طلای وزارت فرهنگ جمهوری ارمنستان (۲۰۰۳)  هنرمند افتخاری جمهوری ارمنستان (۲۰۰۵)، جایزه واهاگن  (۲۰۰۳)، جوایز آرتاوازد اتحادیه هنرمندان تئاتر ارمنستان (۲۰۰۰)، جایزه واهرام پاپازیان (۲۰۱۳)، جایزه بهترین کارگردان جشنواره‌ بین‌المللی فیلم آمریکا (۲۰۰۵)  و جایزه بهترین بازیگر جشنواره‌ بین‌المللی فیلم آمریکا (۲۰۰۵) است

## گزیده فیلمشناسی
از فیلم‌ها یا برنامه‌های تلویزیونی که وی در آن نقش داشته‌است می‌توان به پادشاهان باستان اشاره کرد.   

## یادداشت
1. ↑  «Վահագն» մրցանակ
2. ↑  ՀԹԳՄ «Արտավազդ» մրցանակ
3. ↑  ՀԹԳՄ Վահրամ Փափազյանի անվան Հատուկ մրցանակ
4. ↑  ԱՄՆ-ի միջազգային կինոփառատոնի «Լավագույն ռեժիսոր» մրցանակ
5. ↑  ԱՄՆ-ի միջազգային կինոփառատոնի «Լավագույն դերասան» մրցանակ («Համլետ» գեղարվեստական ֆիլմի համար, ըստ՝ Վ. Շեքսպիրի)